# Linda Modig
Linda Fredrika Modig, tidigare Ylivainio, född 1 juli 1975 i Spånga församling, är en svensk politiker (centerpartist). Hon var ordinarie riksdagsledamot 2018–2022, invald för Norrbottens läns valkrets. Hon var 2021–2023 partiets första vice ordförande.

## Biografi
Modig har varit engagerad i Centerpartiet sedan 1988. 2008 blev hon Övertorneås första kvinnliga kommunalråd. Modig har arbetat som politiskt sakkunnig hos Maud Olofsson och som stabschef åt centerledaren Annie Lööf. 2013 tog hon paus från sina politiska uppdrag för att studera till präst, men 2017 återvände hon till politiken och blev invald i Centerpartiets partistyrelse. 2018 blev hon invald i riksdagen, där hon sedan var ledamot i konstitutionsutskottet. I valet 2022 kandiderade hon åter till riksdagen, men Centerpartiet förlorade sitt mandat i valkretsen.
Modig är bosatt i Övre Kuivakangas i Övertorneå och är utbildad jurist.